# Koffiemolen

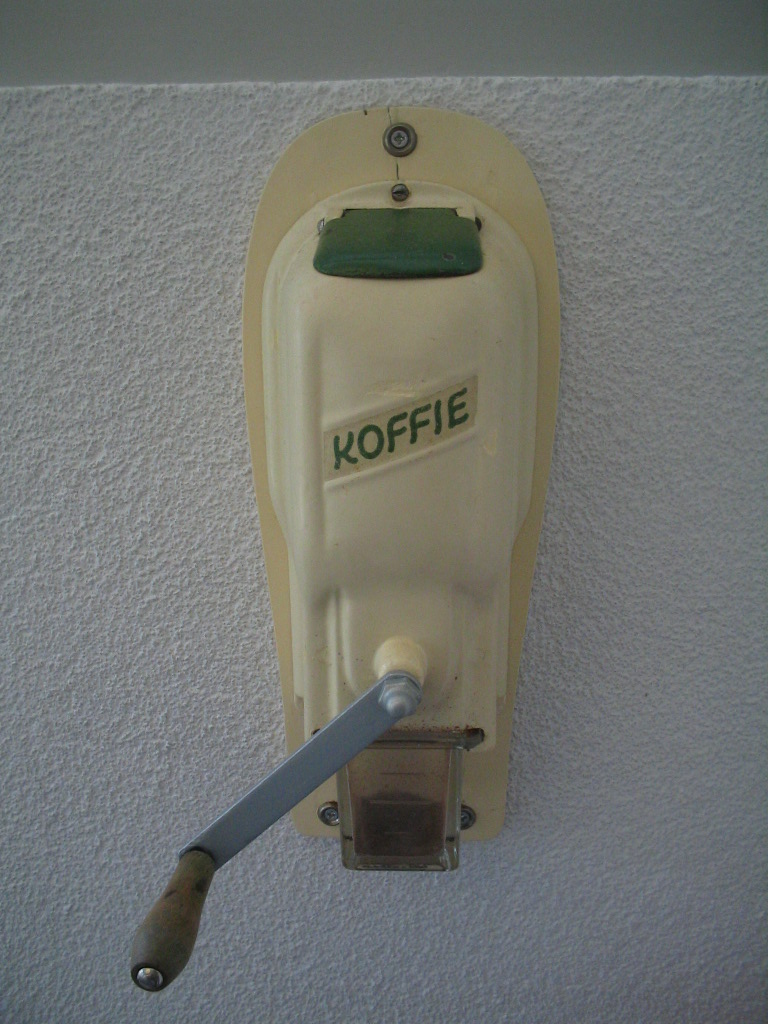
Ouderwetse wandkoffiemolen

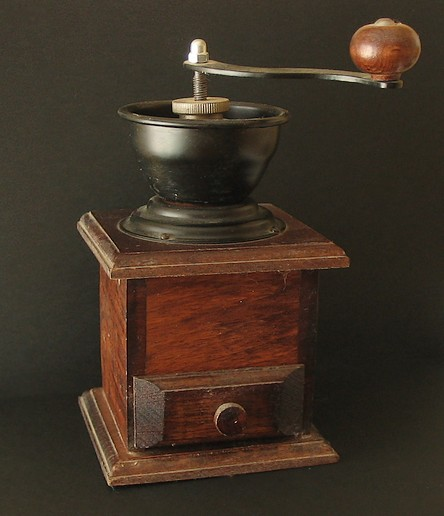
Handkoffiemolen

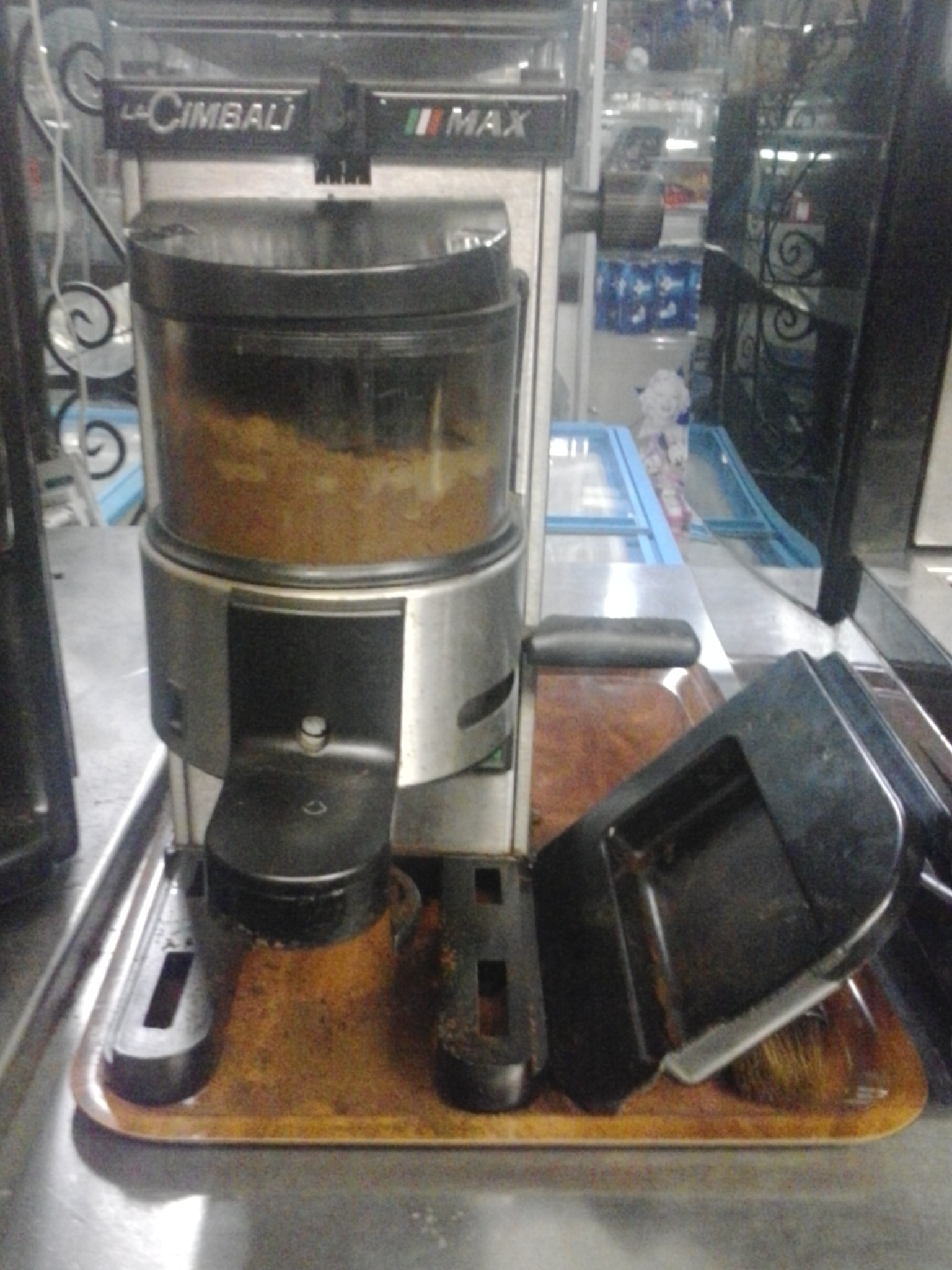
Espressomaler met reservoir voor bonen

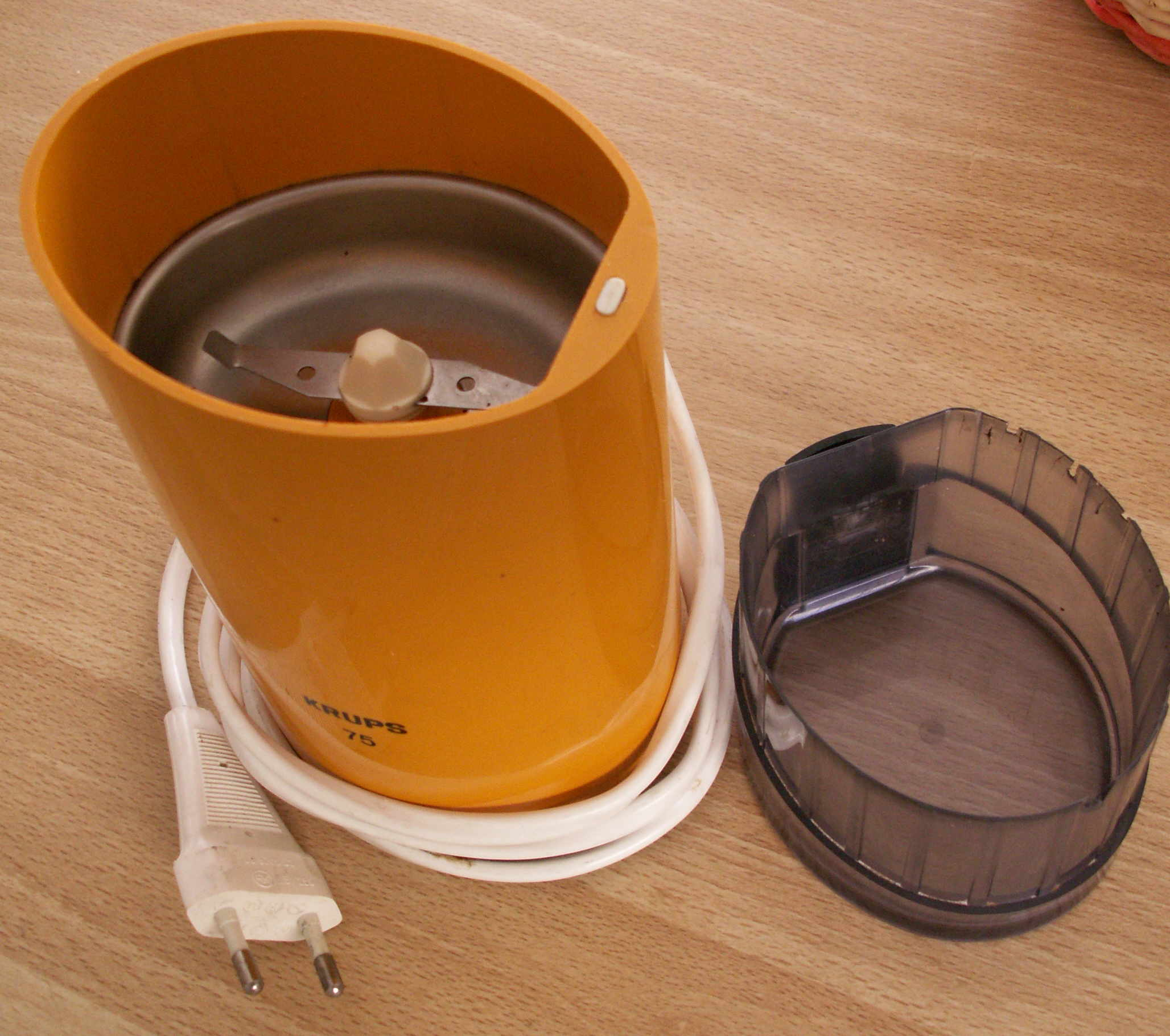
Koffiemolen met ronddraaiend mes

Een koffiemolen is een klein huishoudelijk apparaat, waarin gebrande koffiebonen kunnen worden gemalen tot een koffiepoeder waar koffie van gezet kan worden. Voor de elektrificatie van huishoudens werden bonen met de hand gemalen. Hiervoor werden door een slinger aangedreven apparaten gebruikt.

## Handkoffiemolen
De ouderwetse handkoffiemolen is nog nauwelijks in gebruik, maar wordt nog wel gewaardeerd als antiek model. Ook het gebruik van elektrische molens is sterk afgenomen. De oorzaak hiervan is dat de meeste koffie gemalen te koop is.
Het zelf malen van de koffie heeft als voordeel dat de smaak van de koffieboon beter overkomt. Gemalen koffie verliest zijn smaak sneller dan hele bonen. Het vacuüm verpakken van de koffie ondervangt dit probleem grotendeels (totdat het pak wordt geopend).
Het nadeel van het zelf malen is de ongelijke grootte van de korrels, zodat het voor het zetten van filterkoffie of espresso minder geschikt is. De koffie uit de (hand)molen is zeer geschikt voor het maken van pruttelkoffie, hiervoor gebruikt men een zogenaamde koffiepercolator. De gemalen koffie uit een elektrische molen is, omdat deze grondiger wordt gemalen, wel geschikt voor filterkoffie.
De twee basismodellen zijn de handkoffiemolen, die zittend tussen de knieën werd vastgehouden, en de wandkoffiemolen, die aan de wand was bevestigd.

## Elektrische malers

### Schijven
Voor het malen van koffiebonen geschikt voor espresso bereiding, zijn er elektrische bonenmalers die op de juiste fijnheid kunnen worden ingesteld, ook wel espressomolens genoemd. Deze molens leveren een maling die gelijkmatig van structuur is. Ze kunnen uitgerust zijn met conische of vlakke maalschijven die meestal van staal zijn. Er zijn grofweg twee soorten malers, molens met een groot reservoir of hopper voor bijvoorbeeld 500 gram koffie en de 'single dose' molen, per maalbeurt wordt een afgewogen hoeveelheid koffiebonen gemalen voor bijvoorbeeld een espresso.
Er zijn ook bonenmalers gericht op het maken van filterkoffie. Espressomolens kunnen ook worden ingebouwd in espressomachines. De bonen die dan aan de bovenkant in de machine worden gedaan worden dan zodra een gebruiker op de knop drukt eerst gemalen en daarna wordt de gemalen koffie gefilterd en de koffie in het kopje geschonken.

### Messen
Een ander type elektrische koffiemolen is die met een snel ronddraaiend mes dat de bonen verpulvert. Dit maalsel is niet geschikt voor espresso, maar wel voor de zogenoemde filterkoffie of percolatorkoffie.